# UNMOT
La Missione degli Osservatori delle Nazioni Unite in Tagikistan (UNMOT dall'inglese United Nations Mission of Observers in Tajikistan) è stata una missione di peacekeeping delle Nazioni Unite operante dal 4 dicembre 1994 al 15 maggio 2000 durante la Guerra civile tagica, per monitorare gli accordi di pace.

## Storia
Il Consiglio di sicurezza delle Nazioni Unite stabilì il mandato della missione con la risoluzione 968, inoltre venne deciso che l'esercito della Comunità degli Stati Indipendenti dovesse supportare la missione ONU. Il quartier generale della missione era a Dušanbe, nel Tagikistan.
Gli osservatori furono schierati in seguito alla tregua tra il governo tagiko del primo ministro Emomalī Rahmon, e i ribelli del Fronte Unito Tagiko. Dopo il 1997 con la fine della guerra il mandato degli osservatori fu quello di controllare la smilitarizzazione del paese.
Il personale dell'UNMOT era composto da militari provenienti da: Austria, Bangladesh, Bulgaria, Repubblica Ceca, Danimarca, Ghana, Ungheria, Indonesia, Giordania, Nepal, Nigeria, Polonia, Svizzera, Ucraina e Uruguay. Durante la missione sono morti 3 militari e 4 civili.